# Openair Frauenfeld

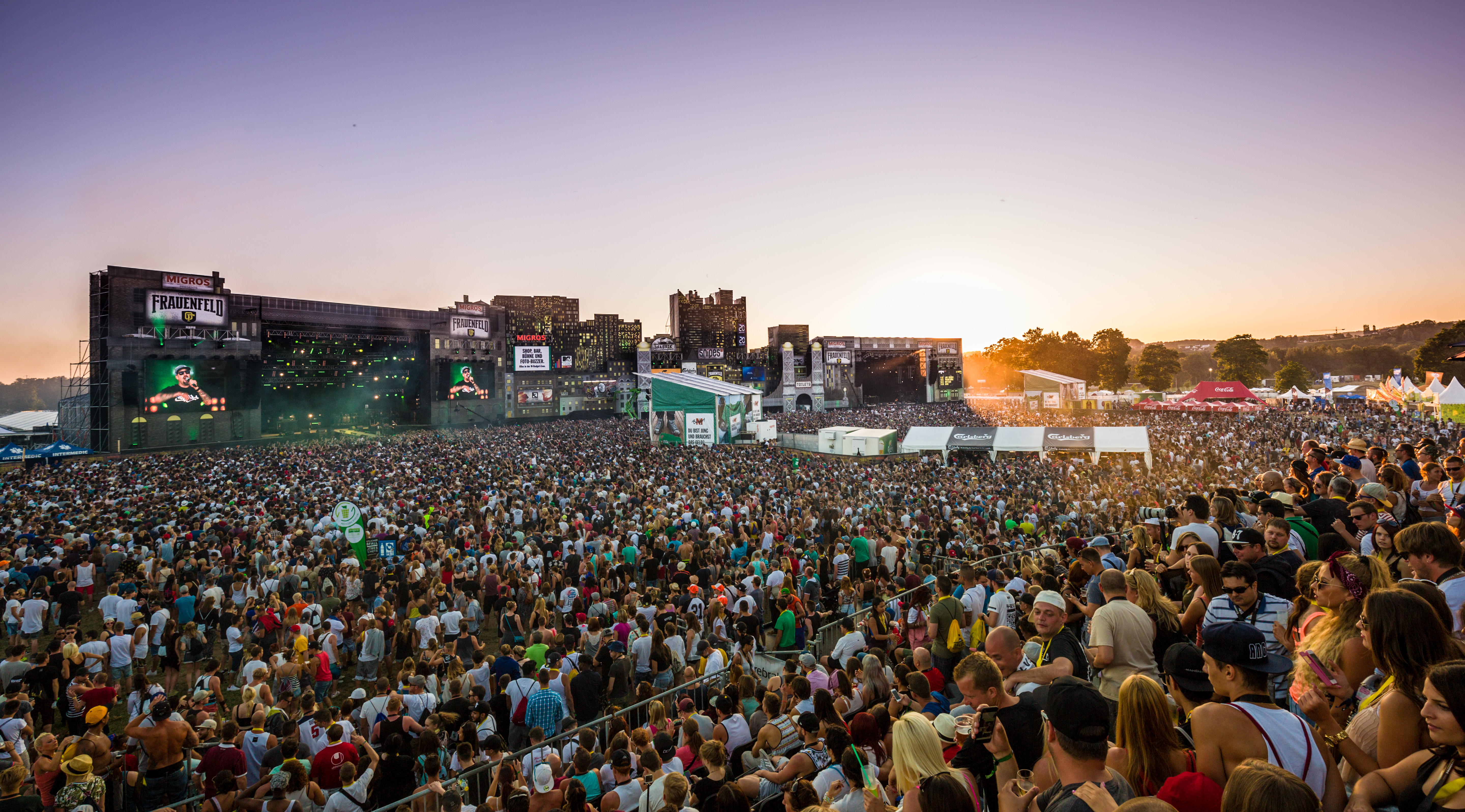
Die neue «Skyline Stage» am Openair Frauenfeld 2015

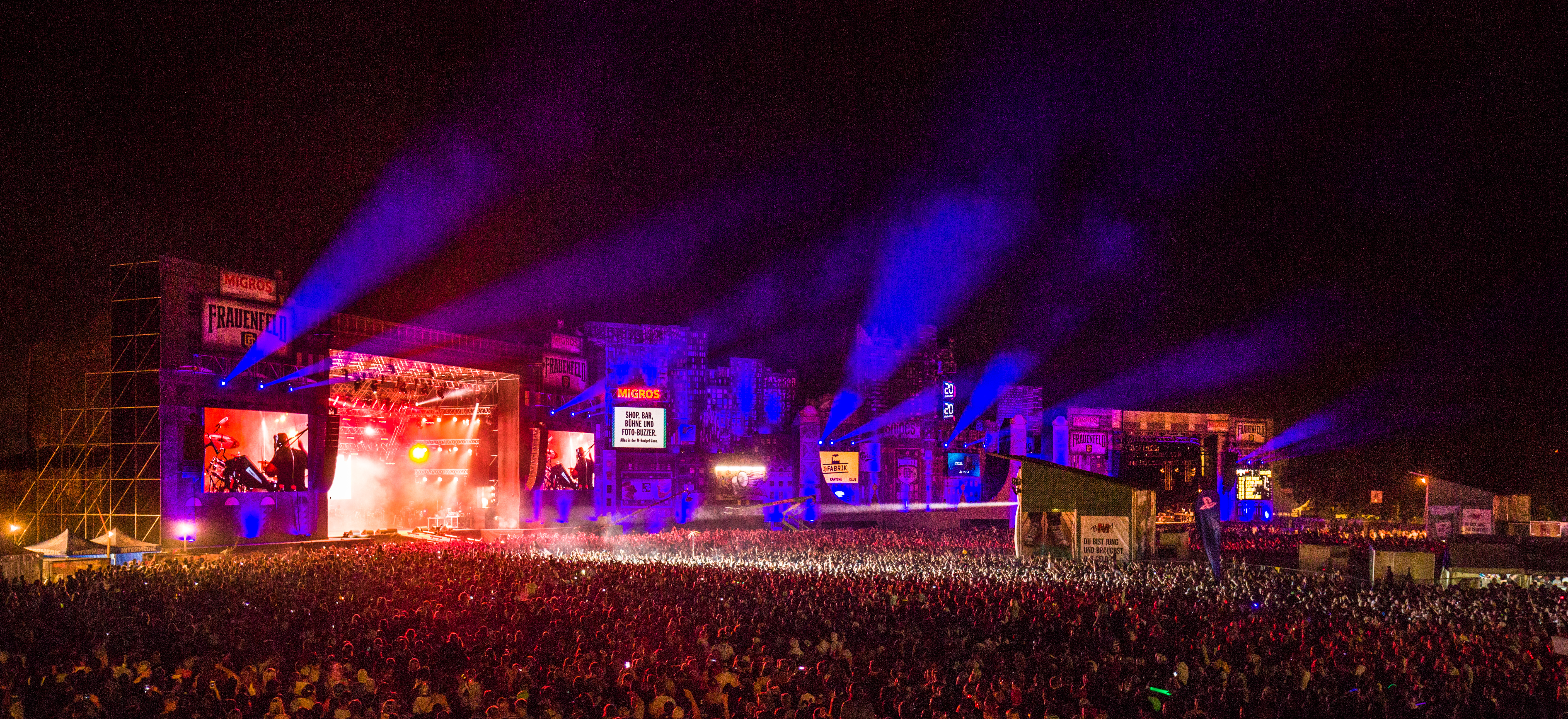
Kendrick Lamar am Openair Frauenfeld 2015

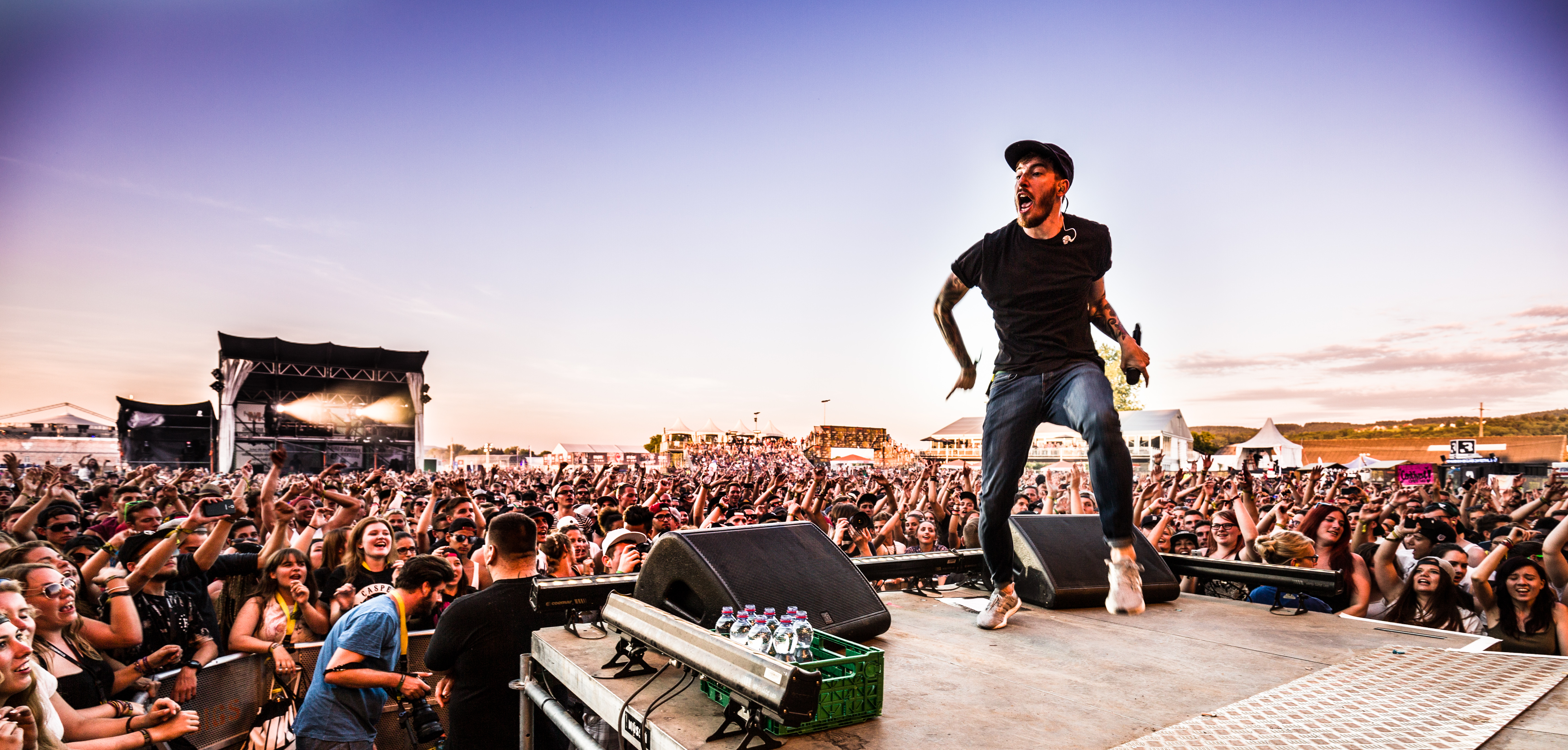
Casper am Openair Frauenfeld 2015

Das Openair Frauenfeld ist das grösste Open-Air-Musikfestival der Deutschschweiz und das grösste Hip-Hop-Festival Europas. Die Veranstaltung findet seit 1987 statt. Früher war es unter dem Namen Out in the Green Festival ein Rock- und Blues-Festival, das auch einmal in Winterthur stattfand. Seit 2006 läuft das Open Air unter dem Namen Openair Frauenfeld und präsentiert grösstenteils Hip-Hop-Künstler. Zu den Headlinern in den vergangenen Jahren zählten unter anderem Eminem, Kanye West, Jay-Z, Drake, Snoop Dogg, 50 Cent, Kendrick Lamar, Pharrell Williams, OutKast, YG und ASAP Rocky.

## Austragungsort
Normalerweise findet das Festival auf der Grossen Allmend im Norden der Thurgauer Stadt Frauenfeld statt. 2007 fand die Veranstaltung auf dem unteren Auenfeld statt, unweit entfernt vom regulären Austragungsort, da die Allmend bereits besetzt war. Die Ausgabe 1994, damals noch unter dem Namen «Out in the Green Festival», fand auf dem Reitplatz in Winterthur statt.

## Organisation
Die Erstausgabe des Festivals im Jahr 1987 wurde von dem FC Frauenfeld ausgerichtet und von der Zürcher Konzertagentur Free & Virgin organisiert. Seit 2004 wird das Openair Frauenfeld von der First Event AG veranstaltet. 2017 erwarb der US-Konzern Live Nation eine Aktienmehrheit an dem Unternehmen. Die Acts des Festivals werden von der Zürcher Indie-Agentur Mainland gebucht, die 2018 vollständig von Live Nation übernommen wurde. Mainland organisiert in der Schweiz insgesamt sechs Open-Air-Festivals; der deutsche Pop-Veranstalter Berthold Seliger warnte vor einer Monokultur, die aus der wachsenden Dominanz von Live Nation entsteht, während gleichzeitig die Konzerte immer teurer werden. Verwaltungsratspräsident der First Event AG ist Wolfgang Sahli.

## Geschichte
Die 1987 veranstaltete Erstausgabe des Festivals Out in the Green Festival konnte laut Top Online rund 25'000 Besucher verbuchen. Die Thurgauer Zeitung berichtete von 30'000 Besuchern.
Mit Acts wie Die Fantastischen Vier traten ab 2000 erste Hip-Hop-Gruppen auf.
Nach Jahren roter Zahlen ging das Festival Out in the Green im Jahr 2001 konkurs.
Ein Jahr später wurde versucht, mit dem neuen Namen Ministry of Rock wieder mehr Fans anzulocken. Trotz schlechten Wetters konnten so 15'000 Besucher verzeichnet werden.
Die Umbenennung zum heutigen Namen Openair Frauenfeld erfolgte schliesslich 2006. Seitdem wurde ein immer klarerer Fokus auf Hip-Hop gelegt.
2007 war das ausverkaufte Openair mit 100'000 Besuchern das erfolgreichste Hip-Hop-Event des Schweizer Festival-Sommers. Weil 10'000 Besucher mehr als erwartet kamen, mussten die Veranstalter kurzfristig neue Campingplätze schaffen. Auf dem Parkplatz kam es zu einem Brand, der einen Sachschaden von mehreren hunderttausend Franken verursachte.
Im Jahr 2009 traten auf den zwei Bühnen 35 internationale und nationale Bands auf, darunter 50 Cent, Ludacris und Kanye West, die deutschen Acts Deichkind, Sido und Samy Deluxe, dazu elf Schweizer Bands. Der Umsatz blieb bei leicht höherem Gesamtbudget gleich wie im Vorjahr. Mit insgesamt 142'000 Tagestickets konnte der Besucherrekord vom letzten Jahr egalisiert werden.
Neben in Umlauf gebrachten gefälschten Eintrittsbändern wurde die Arbeit der Veranstalter 2012 von einem Gewitter erschwert. Trotz Unterbrechung der Aufbauarbeiten wurde eine Helferin tödlich von einer Zeltstange verletzt.
Die 2014 erstmals zur Miete angebotenen «Favelas» und Luxus-Villen wurden nicht gut angenommen.
Im Rahmen der 2015er-Ausgabe bekam die neue, teilweise für alle Besucher begehbare, «Skyline Stage» besondere Aufmerksamkeit. Sie hat eine Breite von 135 Metern und eine maximale Höhe von 24 Metern.
Aufsehen erregte 2017 ein Besucher, der sich unwissentlich mit dem Noro-Virus infiziert anstellte, jedoch keine Verbreitung auslöste.
Am 29. April 2020 teilte das Organisationskomitee mit, dass aufgrund der COVID-19-Pandemie das Openair 2020 auf die Saison 2021 verschoben wird. Dieses wiederum wurde erneut auf die Saison 2022 verschoben.
Nach einer zweijährigen Pause, bedingt durch die COVID-19-Pandemie, fand das Openair Frauenfeld 2022 wieder statt. Verkauft wurden über 200'000 Tickets. In der Vorwoche fand das Festival erstmals seit der Umbenennung wieder unter dem Namen Out in the Green als Rockfestival statt. Die angekündigten Headliner Metallica konnten aufgrund einer COVID-19-Erkrankung jedoch nicht auftreten.

## Line-ups
1987
Marillion, Jimmy Cliff, Third World, Aswad, Lee Perry & The Upsetters, Edoardo Bennato, Status Quo, Blue Öyster Cult, Magnum, Katrina and the Waves, Steel Pulse, Freddie McGregor, Jo Geilo Heartbreakers, Barclay James Harvest, Nils Lofgren, GTR
1988
The Wailers, The Pogues, Rhapsody, King Sunny Adé, Uriah Heep, Nina Hagen, I.Q., T’Pau, Foreigner, Sly & Robbie Package, Polo Hofer, Steve Hackett, Ziggy Marley and the Melody Makers, Ten Years After, Status Quo, Bo Diddley & Ron Wood, Starship, Jethro Tull
1991
Simple Minds, Chuck Berry, Status Quo, Foreigner, Bob Geldof, Kid Creole & the Coconuts, The Beach Boys, Allman Brothers Band, John Lee Hooker & Band, Vaya Con Dios, Level 42, Toto, Blues Brothers Band, Mother’s Finest, Die Toten Hosen, Manfred Mann’s Earth Band, Little River Band
1993
Lenny Kravitz, The Black Crowes, Chris Isaak, Mr. Big, Inner Circle, Uriah Heep (Ersatz für Saga), Björn Again, Midnight Oil, Living Colour, Robert Plant, Faith No More, Big Country, Bryan Adams, Héroes del Silencio, Jeff Healey Band, The Kinks, The Beach Boys, Sting, The Hooters
1995
R.E.M., Clawfinger, Bo Diddley, The Beautiful South, Paul Weller, Elton John, Inner Circle, Silverchair, Ugly Kid Joe, Pat Travers, The Kelly Family, Rod Stewart, Dream Theater, George Thorogood & The Destr., Vanessa-Mae, Faith No More, Oasis, Belly, Megadeth, Sheryl Crow, Page/Plant, The Neville Brothers, Shane MacGowan and the Popes, Warrent, Kix, Walter Trout Band, Nathan Cavaleri Band, Status Quo, Chuck Berry, Slash’s Snakepit, The Dubliners
1997
David Bowie, Jamiroquai, Die Toten Hosen, The Prodigy, Cake Like, Moloko, Blues Traveler, Kula Shaker, Sheryl Crow, Tic Tac Toe, Massive Attack, Jovanotti, Lewis Taylor, Spearhead, Litfiba, Alisha’s Attic, Us3, Skunk Anansie, Faith No More, Steve Winwood, The Bootleg Beatles, Echo & The Bunnymen, Fluke, Reef, Apollo 440, Rammstein
1998
The Rolling Stones, Pur, Deep Purple, Eros Ramazzotti, Björk, Joe Cocker, Bob Dylan, Iggy Pop, Dave Matthews Band, Richie Sambora, Stroke, Propellerheads, Gang Starr, Transister, Anouk, K’s Choice, Elisa, Joaquín Cortés, Angélique Kidjo, Les Sauterelles, Eagle-Eye Cherry, Jazzkantine, Clawfinger
2000
James Taylor Quartet, Dog Eat Dog, Bloodhound Gang, Die Fantastischen Vier, Liz Libido, Subzonic, Björn Again, The Corrs, Alanis Morissette, Guano Apes, Betty Legler, Bananafishbones, Polo Hofer und Schmetterband, Echt, The Cranberries
2002
Rammstein, Shane MacGowan and the Popes, Cake, Gotthard, The Cure, Maja, Dada (Ante Portas), A, PX-Pain, Backyard Babies, Therapy?, Clawfinger, Soulfly, Bush, Morris, Subzonic, Dream Theater, Faithless, Simple Minds, Orange Marmalade, Custommade Noise, Mild in Taste, P.M.T., Wake, Redwood, Mother Kingdom, Shruti Tribe, Twisted, Silver Inc., Roach
2004
Pink, Söhne Mannheims, Cypress Hill, Motörhead, Guano Apes, HUN, Mary J. Blige, Beginner, Gentleman, Oomph!, Die Happy, Sektion Kuchikäschtli, Asian Dub Foundation Ss, Orishas, Habib Koité, Sergent Garcia, Sheva, Pauline Taylor, Wurzel 5, Züri Slang Karaoke Superstars, Manou Gallo, Bligg, Adrian Stern, Seven, Fatman Scoop, The Beatnuts, Black Tiger, Pete Penicka, Emashie, Tambours De Brazza, Coulibaly, Sam Tschabalala & Sabeka, Musafir, Cut Killer/Abdel, Treekillaz, Carmen Fenk, Miss Moneypenny
2005
Snoop Dogg, Jovanotti, Nightwish, Fettes Brot, In Extremo, Papa Roach, Samy Deluxe, Max Herre, Silbermond, Slunt, Helmet (Band), Looptroop, Bagatello, The Scrucialists, Seven, Phenomden, Les Babacools, Trafficlights, Gigi Moto, Bauers, Florian Ast, Sandee
2006
The Black Eyed Peas, Busta Rhymes, Die Fantastischen Vier, Wir sind Helden, Sportfreunde Stiller, Bloodhound Gang, Gentleman, The Darkness, Kelis, Saïan Supa Crew, Dog Eat Dog, Curse, Clawfinger, Joy Denalane, Double Pact, Cunninlynguists, The Locos, Gleiszwei, Godessa & Guests, Baze, Radio 200000, Breitbild, Gimma, Wurzel 5, Open Season, Culcha Candela, Core22, Akala, Mabon
2007
The Prodigy, Akon (Ersatz für Missy Elliott), Sean Paul, Seeed, Mando Diao, The Roots, Redman, The Rasmus, Bushido, SINIK (Ersatz für IAM), Sido, Juli, Freundeskreis, EPMD, Samy Deluxe, The Sounds, T.O.K., Papoose, Gimma, Clueso, Dendemann, Sugarplum Fairy, Puppetmastaz, Karpatenhund, Bligg, Samurai, Liricas Analas, Triplenine, 6er Gascho, Griot, Cigi & Straight outta Mama, Famara
2008
Jay-Z, Wu-Tang Clan, Cypress Hill, The Hives, Jan Delay & Disko No 1, Ice Cube, IAM, Common, Stress, Fettes Brot, Patrice, Looptroop, Culcha Candela, Dynamite Deluxe, Stephen Marley, Blumentopf, Kool Savas, Dog Eat Dog, General Degree (Ersatz für Buju Banton), Sektion Kuchikäschtli, Swollen Members, Ce’Cile, K.I.Z, Breitbild, Cool Kids, Die Happy, Revolverheld, OBK, Le Peuple De L’Herbe, Chlyklass, Karamelo Santo, Radio 200000, Disgroove, Madd Family, Semantik, Manillio
2009
Kanye West, 50 Cent, Ludacris, The Game, N.E.R.D, Jedi Mind Tricks, Madcon, Gentleman, Sido, Samy Deluxe, Prinz Pi, Hilltop Hoods, Bligg, Gimma, Nega, La Coka Nostra, Deichkind, Turbonegro, Immortal Technique, Dendemann, Phenomden, Liricas Analas, Black Violin, Marteria, D-Verse City, Radio 200000, Terry Lynn, Lady Sovereign, Kid Cudi, Da Cruz, Wurzel 5, Miss Platnum, Prosaik, Pete Philly & Perquisite, Seven
2010
Eminem, Jay-Z, Die Fantastischen Vier, Nas & Damian „jr. Gong“ Marley, Jan Delay, Raekwon, Diam’s, Dizzee Rascal, IAM, Culcha Candela, Stress, Hilltop Hoods, D12, Samy Deluxe, Wale, K.I.Z, Tech N9ne, Marcelo D2, The Knux, Ebony Bones, Hocus Pocus, Brother Ali, Irie Révoltés, Gimma & Friends, Breitbild, Greis, Jahcoustix & the Yard Vibes Crew, Larry F, Casper, Bandit, Blue King Brown, Urthboy
2011
Snoop Dogg, Ice Cube, Taio Cruz, Bushido, Kool Savas, Far East Movement, OFWGKTA, ONYX, Atmosphere, Ryan Leslie, F.R., Cypress Hill, Wu-Tang Clan, The Roots, Lupe Fiasco, Talib Kweli, Big Boi, M.O.P., Soprano, Yelawolf, Snowgoons feat Outerspace, Cunninlynguists, Tommy Vercetti & Band, LDDC, Pitbull, Public Enemy, Sens Unik, Ziggy Marley, Samy Deluxe, Marteria, Curren$y, Azad
2012
Drake, 50 Cent, Sean Paul, Rick Ross, Wiz Khalifa, Mos Def, J. Cole, Beginner, Sido, Mac Miller, KRS-One (als Ersatz für Tinie Tempah), Jedi Mind Tricks, Max Herre und Freunde, Samy Deluxe, K.I.Z, Marsimoto, Yelawolf, A$AP Rocky, Royce da 5′9″, Dilated Peoples, Phenomden, Steff la Cheffe, Liricas Analas, Macklemore & Ryan Lewis, Prinz Pi, RAF 3.0, Kollegah & Favorite, Lo & Leduc feat. Pacomé, Dabu Fantastic
2013
Seeed, Run-D.M.C., Snoop Lion, A Tribe Called Quest, Wu-Tang Clan, Jurassic 5, Tyga, B.o.B, C2C, A$AP Rocky, Azealia Banks, Dizzee Rascal, Trey Songz, Gentleman & The Evolution, DMC, Psy 4 de la rime, 2 Chainz, Samy Deluxe, Tyler, the Creator, Homeboy Sandman, Ryan Leslie, Dendemann, Blumentopf, Left Boy, Action Bronson, Kollegah, Farid Bang, Ferris MC, DJ Stylewarz, Brooke Candy, Chakuza, Manillio & Band, DJ Premier, The Swiss Avengers, OK Kid, MoTrip, Dezmond Dez, John Bello Soundsystem, Kool Savas, Q-Tip DJ Set
2015
Kendrick Lamar, Nicki Minaj, A$AP Rocky, Cypress Hill, Casper, Deichkind, D12, Ludacris, Marsimoto, Pusha T, Kollegah, Danny Brown, ASD, Prinz Pi, Rae Sremmurd, C2C, ILoveMakonnen, Prhyme, Soprano, Flatbush Zombies, August Alsina, Travis Scott
2016
Macklemore & Ryan Lewis, 50 Cent, Major Lazer, J. Cole, Wiz Khalifa, Future, Sido, K.I.Z, Bryson Tiller, Mobb Deep, Kool Savas, A$AP Ferg, Genetikk, Ghostface Killah, Action Bronson, Ty Dolla $ign, Blumentopf, Lo & Leduc, Sch, Yelawolf, Coup (Haftbefehl und Xatar), Anderson .Paak, Angel Haze, Motrip, Breitbild, Hopsin, SSIO, Yung Lean, Manillio, Kevin Gates, 187 Strassenbande, Mick Jenkins, Megaloh
2017
The Weeknd, Usher & the Roots, Nas, Casper, Travis Scott, Cro, G-Eazy, Gucci Mane, Rae Sremmurd, Pusha T, Marteria, Maitre Gims, Bushido & Shindy, Mac Miller, Bonez MC & RAF Camora, 187 Strassenbande, Flatbush Zombies, Fler, Machine Gun Kelly, MHD, Desiigner, Lil Yachty, 257ers, Hilltop Hoods, Talib Kweli & The Soul Rebels, Kontra K, Olexesh, Lady Leshurr, Yung Hurn, Lil Dicky, Nimo, KMN Gang, Ufo361, SXTN, Mimiks, Aminé, Trettmann, Nemo, Rin, Dame, UMSE, Superwak Clique (Makala/Dimeh/Slimkah), Dawill & Nativ (S.O.S)
2018
Eminem, Luciano, IAMDDB, Ghali, Russ, N.E.R.D, Joey Bada$$, Migos, French Montana, J. Cole, Skepta, Capital Bra, Physical Shock, Coely, Belly, Playboi Carti, Action Bronson, Lil Uzi Vert, RIN, Genetikk, Miami Yacine, Summer Cem, Lo & Leduc, Lil Xan, Ty Dolla $ign, Denzel Curry, Savas & Sido, Prinz Pi, Wiz Khalifa, Haftbefehl, Zugezogen Maskulin, Bas, Gashi, Ski Mask the Slump God, EffE, Ahzumjot, Stereo Luchs, Junglepussy, AJ Tracey, Dreezy, Bausa, Ali, Tommy x Dez x CBN, Celo & Abdi, Kalim, Dardan, Veysel, Nines, Danitsa, Kelvyn Colt, Knackeboul
2019
Cardi B, Stormzy, Travis Scott, Bonez MC & RAF Camora, Future, Marteria & Casper, Rae Sremmurd, Tyga, Young Thug, 102 Boyz, Azet & Zuna, BHZ, Buds Penseur, Davey600, Didi, Duckwrth, End, Fero47, Flatbush Zombies, G-Eazy, Cobee, Gunna, J.I.D., Jay Rock, Joey Purp, Juju, KC Rebell, Khea, KT Gorique, Lance Butters, Lcone, Leezy, LGoony, Lil Baby, Little Simz, Luuk, Manillio, Marteria, Mero, Monet192, Motrip & Ali As, Nura, Octavian, OG Keemo, Pronto, Rich the Kid, Saba, Saweetie, Scarlxrd, Serious Klein, Sheck Wes, Slimka, $uicideBoy$, THEY., Trettmann, Trippie Redd, Ufo361, YBN Cordae, YG
2022
01099, 1019, 102 Boyz, 2lade, A$AP Rocky, AG Club, Baby Keem, Badmómzjay, Bas, BHZ, Bia, Boloboys, Capital Bra, City Morgue, Danitsa, Dawill, Di-Meh, Eunique, Ezhel, Ferg, Fivio Foreign, Flo Milli, Gashi, Haftbefehl, Haiyti, Ivorian Doll, Jack Harlow, J. Cole, Kalim, Kasimir1441, Kelvyn Colt, Layla, Lievin, Lil Baby, Lil Tecca, Lil Uzi Vert, L Loko x Drini, Loredana, Lugatti & 9ine, Majan, Makala, Maxo Kream, Megaloh, Megan Thee Stallion, Mimiks, Monet192, Montez, Morray, Ms Banks, Nativ, Oboy, OG Keemo, Pa Salieu, Pashanim, Pi'erre Bourne, Playboi Carti, Polo G, Pronto, Rhove, Rico Nasty, RIN, Roddy Ricch, Rote Mütze Raphi, Shindy, Sido, Skiifall, Ski Mask the Slump God, Sofaygo, Soukey, SSIO, Stereo Luchs, Summer Cem, Symba, Teuterekordz, Tion Wayne, Trippie Redd, Tyla Yaweh, Tyler, The Creator, Ufo361, Verifiziert, Viko63 & Penglord,  Wes Nelson, Xen, Yung Hurn, Yung Lean, Zartmann
2023
01099, Aitch, Acosta, Ardee, Audio88 & Yassin, Ayra Starr, Bad Gyal, Badchieff, Bandmanrill, Bazooka, BHZ, Billa Joe, Bktherula, Black Sherif, Bonez MC & RAF Camora, Bounty & Cocoa, Buds, Cachitach, Central Cee, Coi Leray, Cochise, Deno, Denzel Curry, Dinos, Disarstar, Destroy Lonely, Domiziana, Eaz, Edo Saiya, Eli Preiss, Gazo, Giggi, Glorilla, Goller, Górka, Hilltop Hoods, Hobsch, Homixide Gang, Iann Dior, J.I.D, Joey Bada$$, Jonnys & Fergy53, Joost, Juju, Jule X, K.I.Z, Kanibe, Ken Carson, Kidy, Kodak Black, Kwam E, Lancey Foux, Latto, Lil Bruzych, Liz, Lloko & Drini feat. MC Hero, Lola Brooke, Lucrez, Lugatti & 9ine, Makko, Marach, Megaloh, Metro Boomin, Miksu / Macloud, M Huncho, Moritz, Naomi Lareine, Night Lovell, Nina Chuba, Niska, NLE Choppa, Pashanim, Paula Hartmann, Postl, Rondo Da Sosa, Rua, Sainte, Schmyt, Shaybo, Sheck Wes, Ska, Ski Aggu, Ski Mask The Slump God, Snot, Soho Bani, Sontheimer, Stormzy, Tashanh, Tom Hengst, Trettmann, Travis Scott, Verlaat, Vega, Wizkid, Yeat